# Alchemilla incurvata
Alchemilla incurvata é uma espécie de rosácea do gênero Alchemilla, pertencente à família Rosaceae.